# David Young (politico)
David Edmund Young (Van Meter, 11 maggio 1968) è un politico statunitense, membro della Camera dei Rappresentanti per lo stato dell'Iowa dal 2015 al 2019.

## Formazione e carriera
Young ha conseguito un Bachelor of Arts in inglese presso la Drake University. Dal 2006 al 2013 fu il capo dello staff del senatore dell'Iowa Chuck Grassley. Precedentemente, tra il 1998 ed il 2006, fu invece capo dello staff del senatore del Kentucky Jim Bunning.
Membro del Partito Repubblicano, fu eletto deputato alla Camera dei Rappresentanti nel 2014. Riconfermato per un secondo mandato nel 2016, fu poi sconfitto dalla democratica Cindy Axne nel 2018.

## Vita personale
Young è celibe. Vive nella sua città natale, Van Meter, ed è un cristiano non denominazionale.

## Risultati elettorali
Nel 2014 vinse le elezioni della Camera dei rappresentanti, rappresentando così il distretto elettorale numero 3 dell'Iowa.
|                                | Repubblicano         | David Young       | 148,814 | 52.8  |
|                                | Democratico          | Staci Appel       | 119,109 | 42.2  |
|                                | Partito Libertariano | Edward Wright     | 9,054   | 3.2   |
|                                | Indipendente         | Bryan Jack Holder | 4,360   | 1.5   |
|                                | Candidati write-in   |                   | 729     | 0.3   |
| Totale                         | Totale               |                   | 282,066 | 100.0 |
| Fonte: Iowa Secretary of State |                      |                   |         |       |

Nel 2016 fu riconfermato per il secondo mandato alla Camera dei rappresentanti.
|                       | Repubblicano         | David Young       | 208,240 | 53.5  |
|                       | Democratico          | Jim Mowrer        | 154,754 | 39.8  |
|                       | Partito Libertariano | Bryan Jack Holder | 15,327  | 3.9   |
|                       | Indipendente         | Claudia Addy      | 6,335   | 1.6   |
|                       | Indipendente         | Joe Grandanette   | 4,511   | 1.2   |
| Totale                | Totale               |                   | 389,167 | 100.0 |
| Fonte: New York Times |                      |                   |         |       |

Nel 2018 venne sconfitto dalla candidata democratica Cindy Axne.
|                                | Democratico               | Cindy Axne        | 175,642 | 49.3  |
|                                | Repubblicano              | David Young       | 167,933 | 47.1  |
|                                | Partito Libertariano      | Bryan Jack Holder | 7,267   | 2.0   |
|                                | Legal Marijuana Now Party | Mark Elworth Jr.  | 2,015   | 0.6   |
|                                | Verde                     | Paul Knupp        | 1,888   | 0.5   |
|                                | Indipendente              | Joe Grandanette   | 1,301   | 0.4   |
| Totale                         | Totale                    |                   | 356,241 | 100.0 |
| Fonte: Iowa Secretary of State |                           |                   |         |       |

## Commissioni
- Commissione sugli Stanziamenti
  - Sottocommissione Agricoltura, Sviluppo rurale, Food and Drug Administration e Agenzie correlate
  - Sottocommissione Sicurezza Nazionale
  - Sottocommissione Trasporti, Infrastrutture e Agenzie correlate